# James Foulis
James Foulis (St Andrews, 11 december 1870 – Chicago, 31 oktober 1928) was een Schots golfer die de tweede editie van het US Open won, in 1896.
In 1895 reisde Foulis naar de Verenigde Staten en werd een golfprofessional op de Chicago Golf Club, de eerste Amerikaanse golfclub die een 18-holes golfbaan had. Hij was ook de eerste golfprofessional in het westen van de Verenigde Staten.
Foulis was een van de elf spelers die deelnamen aan de eerste editie van het US Open, in 1895, en hij eindigde op een derde plaats. Een jaar later won hij de tweede editie van het US Open, dat plaatsvond op de Shinnecock Hills Golf Club, en hij kreeg hiervoor $ 200. Naast het golfen was Foulis tot zijn dood ook een golfbaanarchitect en hij ontwierp golfbanen in het Middenwesten van de Verenigde Staten.

## Prestaties
| Jaar | Toernooi | Score     | Info        |
| ---- | -------- | --------- | ----------- |
| 1896 | US Open  | 78-74=152 | [ 1 ] [ 3 ] |